# Памятник Николаю I (Киев)

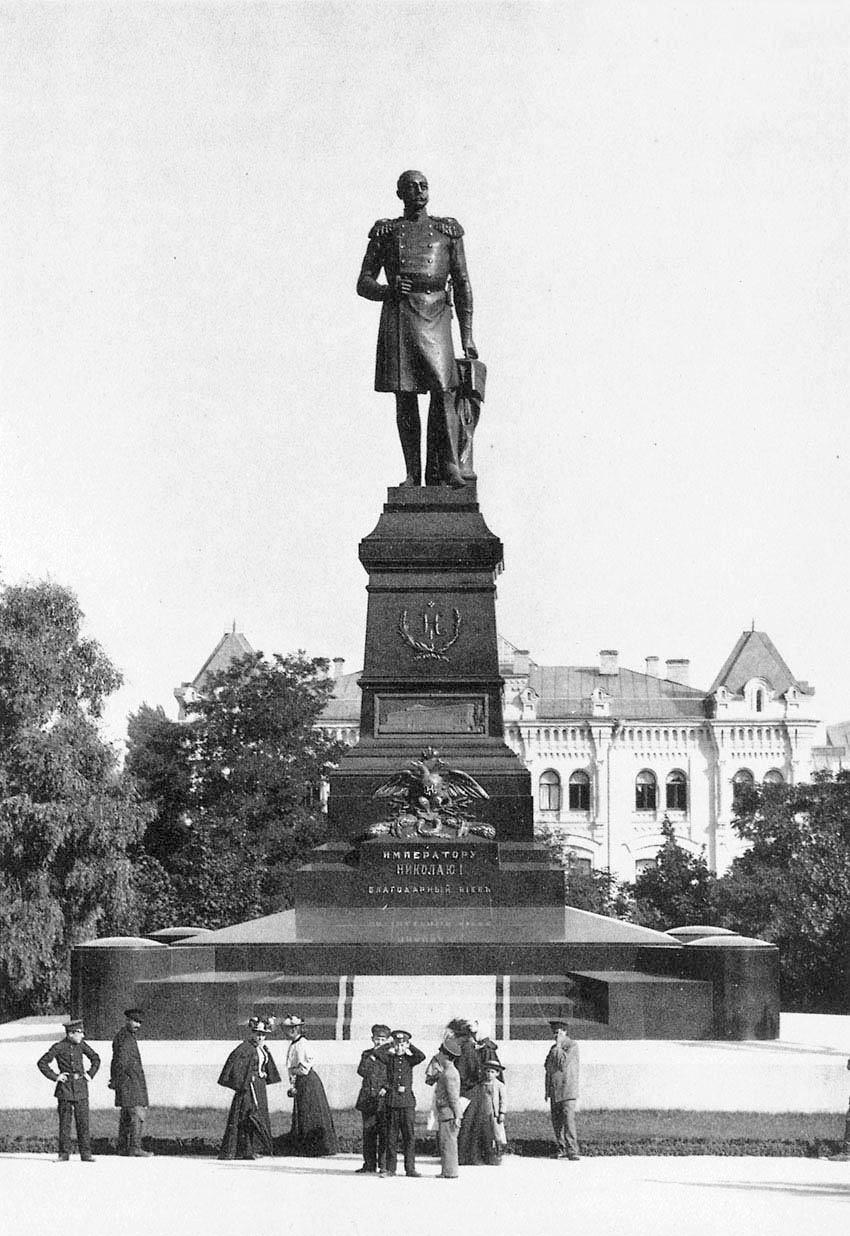
Памятник Николаю I

Памятник Николаю I — не сохранившийся памятник императору Николаю I в Киеве. Находился в Университетском сквере напротив основанного Николаем I Киевского Императорского университета св. Владимира (ныне Киевский национальный университет). Памятник был установлен в 1896 году к столетней годовщине рождения императора. Снесён большевиками в 1920 году. В наше время на его месте стоит памятник Тарасу Шевченко.

## Конкурс
Изначальная идея соорудить памятник императору Николаю I принадлежала городскому голове Павлу Демидову в 1872 году. Именно благодаря указам Николая I Киев в первой половине XIX века смог превратиться из провинциального населённого пункта в город европейского уровня. К 1885 году созданной Демидовым особой комиссией была разработана программа конкурса на проект памятника. От имени Санкт-Петербургского товарищества архитекторов был провозглашён конкурс, продлившийся до марта 1887 года. Его победителем стал петербургский скульптор Матвей Чижов, однако его первый проект оказался недостаточно подходящим для города. После этого, городские власти Киева организовали второй конкурс, на сей раз от имени Императорской академии художеств. По результатам второго конкурса, продлившегося до 1891 года, победу вновь одержал Чижов.

## Сооружение

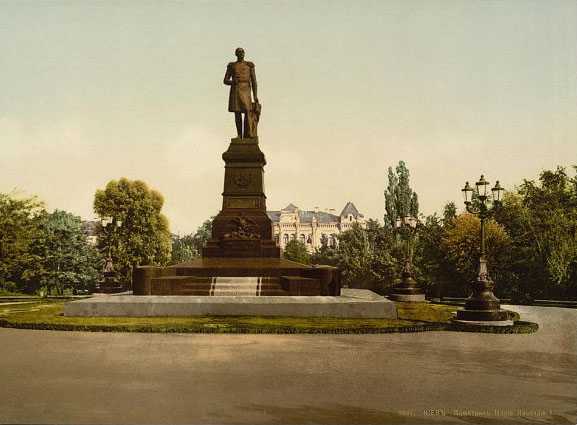
Памятник основателю Киевского университета св. Владимира Николаю I в парке напротив главного корпуса (фото 1917)

Наконец городская дума согласилась использовать работу Чижова и выделила на строительство 30 тысяч рублей. Ещё 36 тысяч собрали по подписке киевские предприниматели. Также усилиями генерал-губернатора Алексея Игнатьева у Военного ведомства удалось бесплатно получить две тысячи пудов меди, необходимых для отлива статуи. Внесли свой вклад в сооружение монумента и известные владельцы Гниванских каменоломен, предприниматели Ярошинские, безвозмездно передав 48 тысяч пудов гранита под будущий постамент памятника. Не остался в стороне и директор Юго-Западной железной дороги граф Бобринский, отдав распоряжение бесплатно доставить строительные материалы в Киев.
Закладка монумента состоялась в 1893 году, а 21 августа 1896 памятник, отлитый на петербургском заводе Гаврилова, к 100-летию со дня рождения Николая I открыли в Университетском сквере в присутствии императора Николая ІІ; Об этом он оставил запись в своём дневнике:

«21-го мая. Среда.
В 3 часа поехали на освящение памятника имп. Николая Павловича. Фигура вышла поразительно красивая и похожая…»

Император Николай І был изображён в военном мундире, левой рукой он опирался на тумбу с планом Киева. С четырёх сторон постамента работы Владимира Николаева были барельефные изображения четырёх главных сооружений, появившихся в Киеве при Николае I — университета, Первой гимназии, Цепного моста и Кадетского корпуса. Со стороны университета постамент украшали императорский вензель, бронзовый двуглавый орёл и надпись «Императору Николаю I благодарный Киев».

## Снос
Памятник Николаю I был снесён большевиками в 1920 году и, вопреки распространённой среди киевлян легенде, не спрятан во дворе Музея русского искусства, а переплавлен на заводе «Арсенал». Постамент памятника длительное время продолжал стоять, выполняя роль паркового украшения, однако в 1930-х годах убрали и его. В 1939 году на постаменте бывшего памятника Николаю I был открыт памятник Тарасу Шевченко, который и сейчас находится на этом месте.